# Волчовка
Волчо́вка (рос. Волчёвка) — селище у складі Нижньотагільського міського округу Свердловської області.
Населення — 3 особи (2010, 10 у 2002).
Національний склад станом на 2002 рік: росіяни — 100 %.